# 6099 Saarland
6099 Saarland è un asteroide della fascia principale. Scoperto nel 1991, presenta un'orbita caratterizzata da un semiasse maggiore pari a 2,2972299 au e da un'eccentricità di 0,2309015, inclinata di 5,60948° rispetto all'eclittica.
L'asteroide è dedicato all'omonimo stato federale tedesco.